# Phlegüasz
Phlegüasz (görögül: Φλεγύας) a görög mitológiában Arész fia, Ixión és Korónisz apja. Noha az Iliaszban a phlegüai törzs lakhelyét Thesszáliára lokalizálják, a késői források zöme a boiótiai Orkhomenosz királyának mondja Phlegüaszt. Phlegüasznak mindenféle gaztettet tulajdonítanak: ki akarja fosztani Apollón delphoi templomát, ezért örökös szenvedésre ítélik az alvilágban; rablóhadjáratot szervez a Peloponnészosz ellen, előzetesen odahajózik, hogy kémkedjen. A kíséretében lévő Koróniszt Aszklépiosz szabadítja meg kötelékeitől Epidauroszban (itt még történelmi korban is állott Aszklépiosz-szentély).